# Vedlobmossa
Vedlobmossa (Tritomaria exsectiformis) är en bladmossart som först beskrevs av Breidl., och fick sitt nu gällande namn av Victor Félix Schiffner och Leopold Loeske. Enligt Catalogue of Life ingår Vedlobmossa i släktet lobmossor och familjen Scapaniaceae, men enligt Dyntaxa är tillhörigheten istället släktet lobmossor och familjen Lophoziaceae. Enligt den finländska rödlistan är arten nära hotad i Finland. Arten är reproducerande i Sverige. Artens livsmiljö är naturmoskogar. Inga underarter finns listade i Catalogue of Life.